# Cime du Gélas
Pour les articles homonymes, voir Gélas.
La cime du Gélas est un sommet frontalier situé dans la chaîne des Alpes, dans le massif du Mercantour-Argentera, entre les Alpes-Maritimes (région Provence-Alpes-Côte d'Azur, France) et la province de Coni (Piémont, Italie). Sa géomorphologie particulière permet une ascension relativement aisée, comme en témoigne l'ouverture de la voie Normale en 1864.

## Toponymie
Le nom de la cime provient du verbe gelà qui signifie « geler » en provençal/niçois et fait référence aux anciens glaciers situés sur l'ensemble de ses flancs et en grande partie disparus au cours du XXe siècle.

## Géographie

### Situation
Avec ses 3 143 mètres d'altitude, au sein du massif alpin du Mercantour-Argentera, la cime du Gélas est le point culminant du parc national du Mercantour et du département français des Alpes-Maritimes. Sommet frontalier, elle est néanmoins dépassée par le mont Argentera, du côté piémontais (Italie), plus haut de près de 150 mètres.

### Hydrographie
Sur la face nord du chaînon du Gélas (donc sur son versant italien) subsiste un petit glacier suspendu qui représente le reste de ce qui donna son nom à cette montagne. Avec les petits glaciers des sommets voisins (Chaffrion, Muraion, Malédie et Clapier), le glacier du Gélas (du moins ce qu'il en reste) fait partie des glaciers les plus méridionaux de l'ensemble des Alpes.

### Géomorphologie
La montagne, composée de gneiss, est facilement reconnaissable à sa pointe bifide. Le sommet Nord est le plus haut, le plus accessible et offre le meilleur point de vue. On y trouve une madone sculptée en bois ainsi qu'une croix érigée par les prêtres de Coni (Cuneo), et à sa base un livre d'or. Les deux sommets sont séparés par une brèche, appelée selle du Gélas, d'où descendent de part et d'autre deux couloirs. Du côté français, à partir du vallon de la Madone de Fenestre, seul le couloir Ouest, le plus abrupt, est visible.

## Histoire
La première ascension est l'œuvre, le 17 juillet 1864, du comte Paolo di Saint-Robert. Il gravit le sommet par le couloir Est, connu aujourd'hui comme la voie Normale. Victor de Cessole réalise la première hivernale trente-deux ans plus tard, le 11 février 1896,. Par ailleurs, la cime du Gélas se trouve à proximité du col de Fenestre, qui était l'un des passages de la route du sel.

## Activités

### Alpinisme
La voie Normale, par le couloir Est, est cotée F (facile) en escalade et peut présenter des risques de chute de pierres. Plus accessible, le balcon du Gélas, crête rocheuse située à l'est de la cime, offre également un beau panorama sur les deux versants. Du côté italien, l'ascension, cotée PD (peu difficile), se fait par le versant Nord à partir du refuge de Soria. Côté français, elle s'effectue habituellement à partir du refuge de la Madone de Fenestre.
La Gélas présente également d'autres itinéraires d'intérêt, réservés aux alpinistes :
- voie Lasserre-Pistone, sur l'épaule Sud (D+)
- voie de l'arête Sud (AD) ;
- traversée des arêtes WSW → NE (PD).

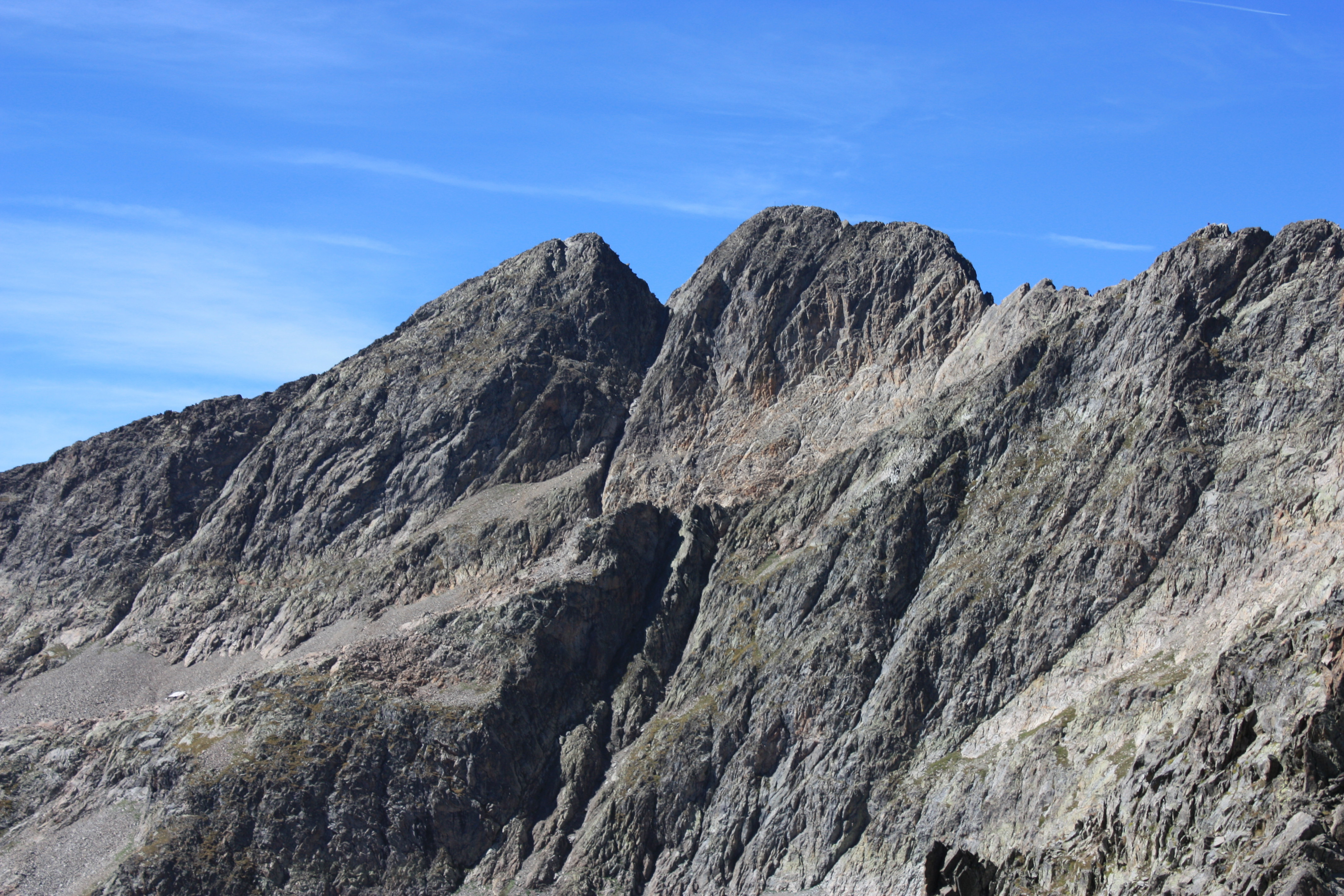
Couloir est vu depuis le sommet du Clapier.
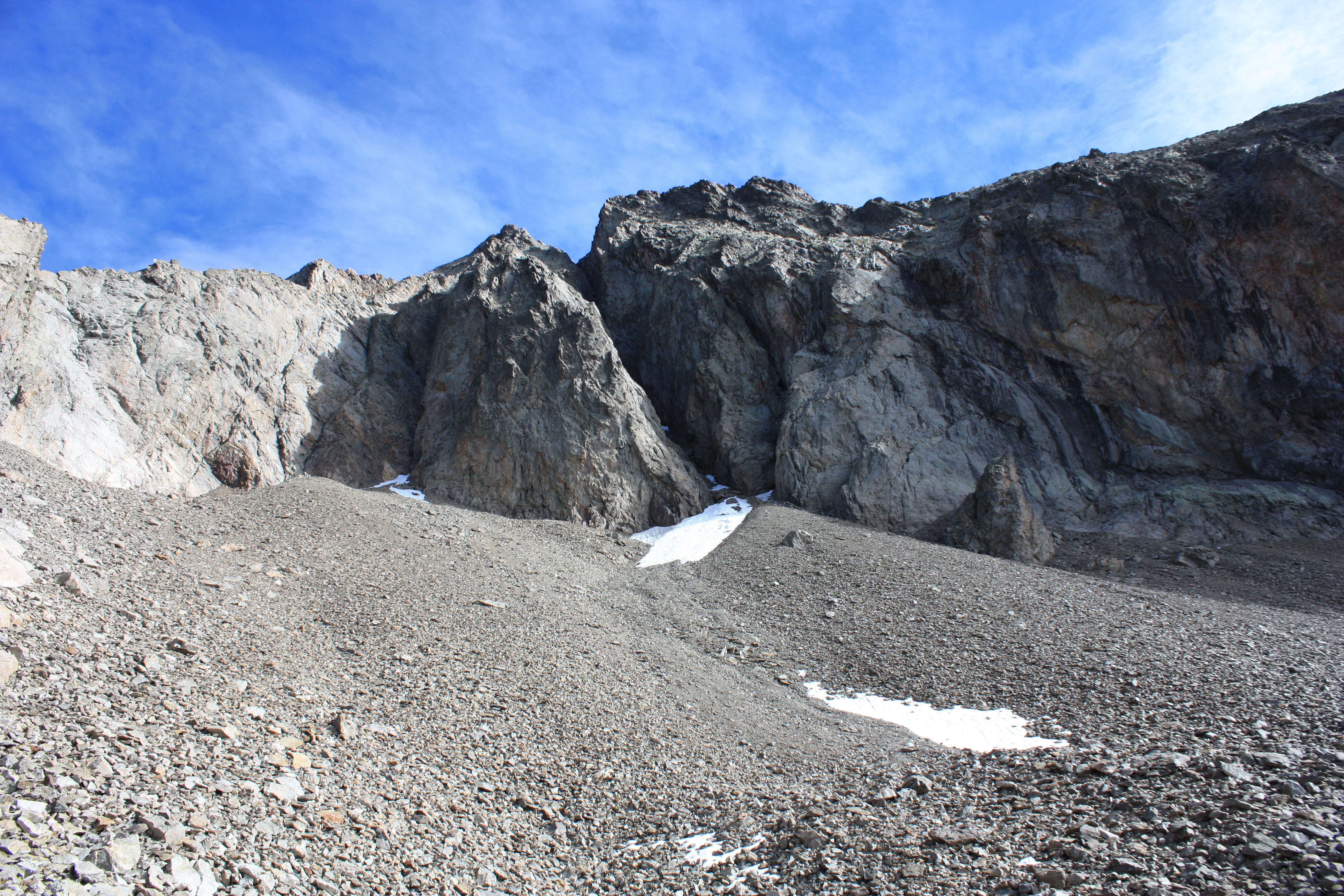
Couloir ouest.
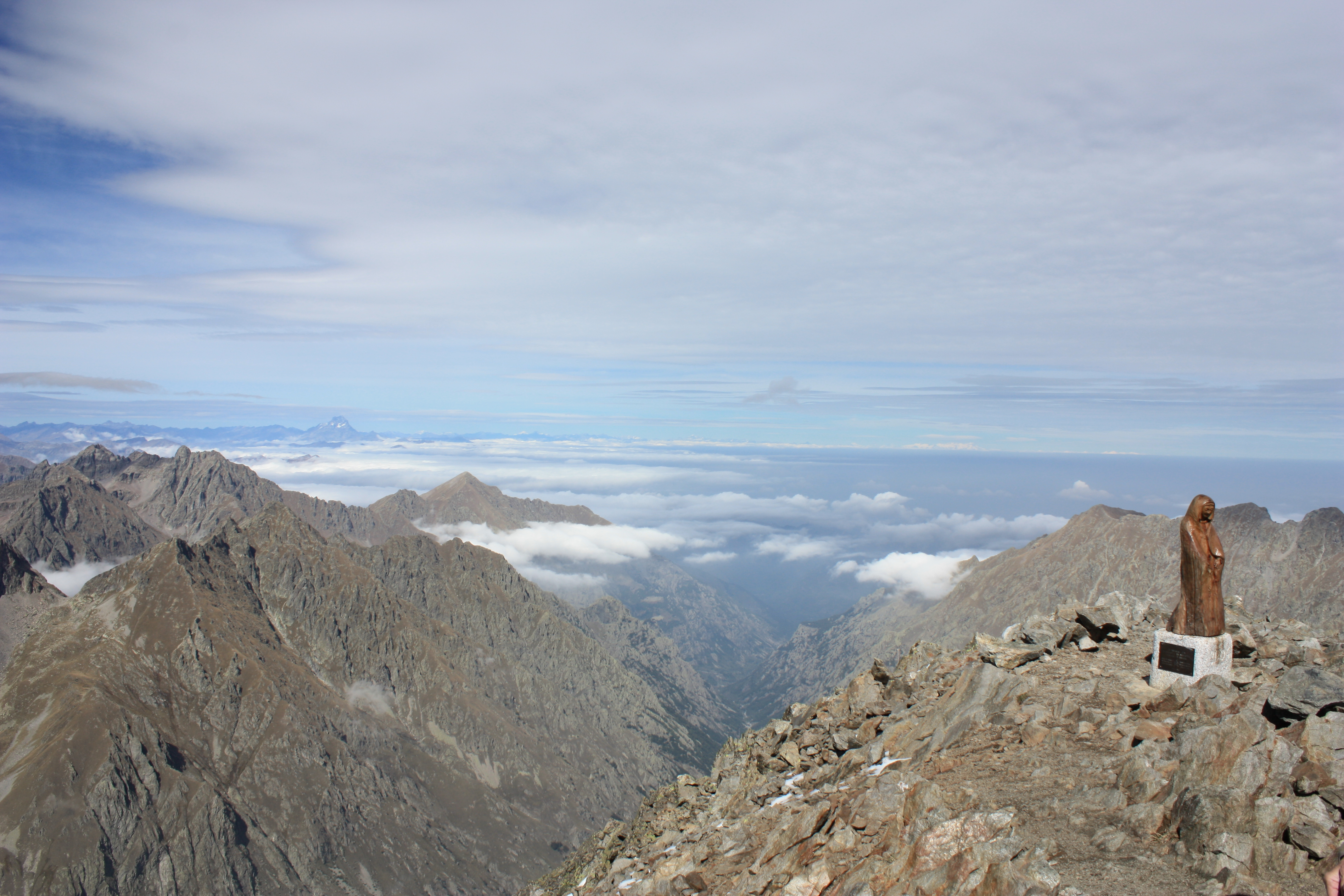
Vierge en bois, au sommet.

### Autres sports
Depuis 2010 a lieu sur le Gélas une compétition de vélo-ski-alpinisme avec départ à Nice sur la Promenade des Anglais et arrivée sur le balcon de Gélas.

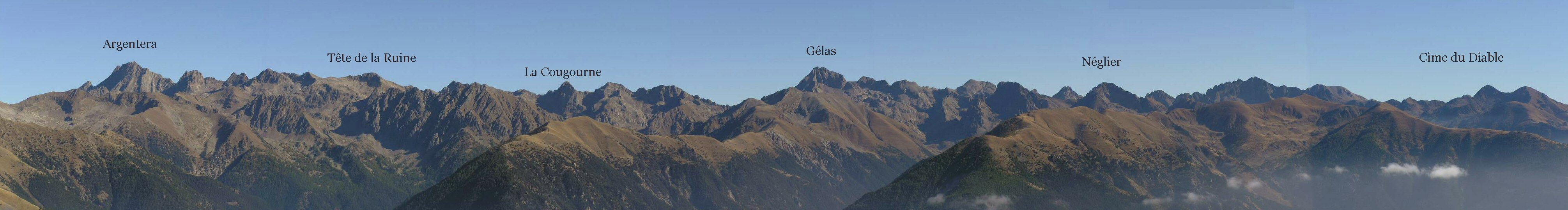
Situation de la cime du Gélas (au centre sur la photo) dans la chaîne du Mercantour